# Peggy Patzschke

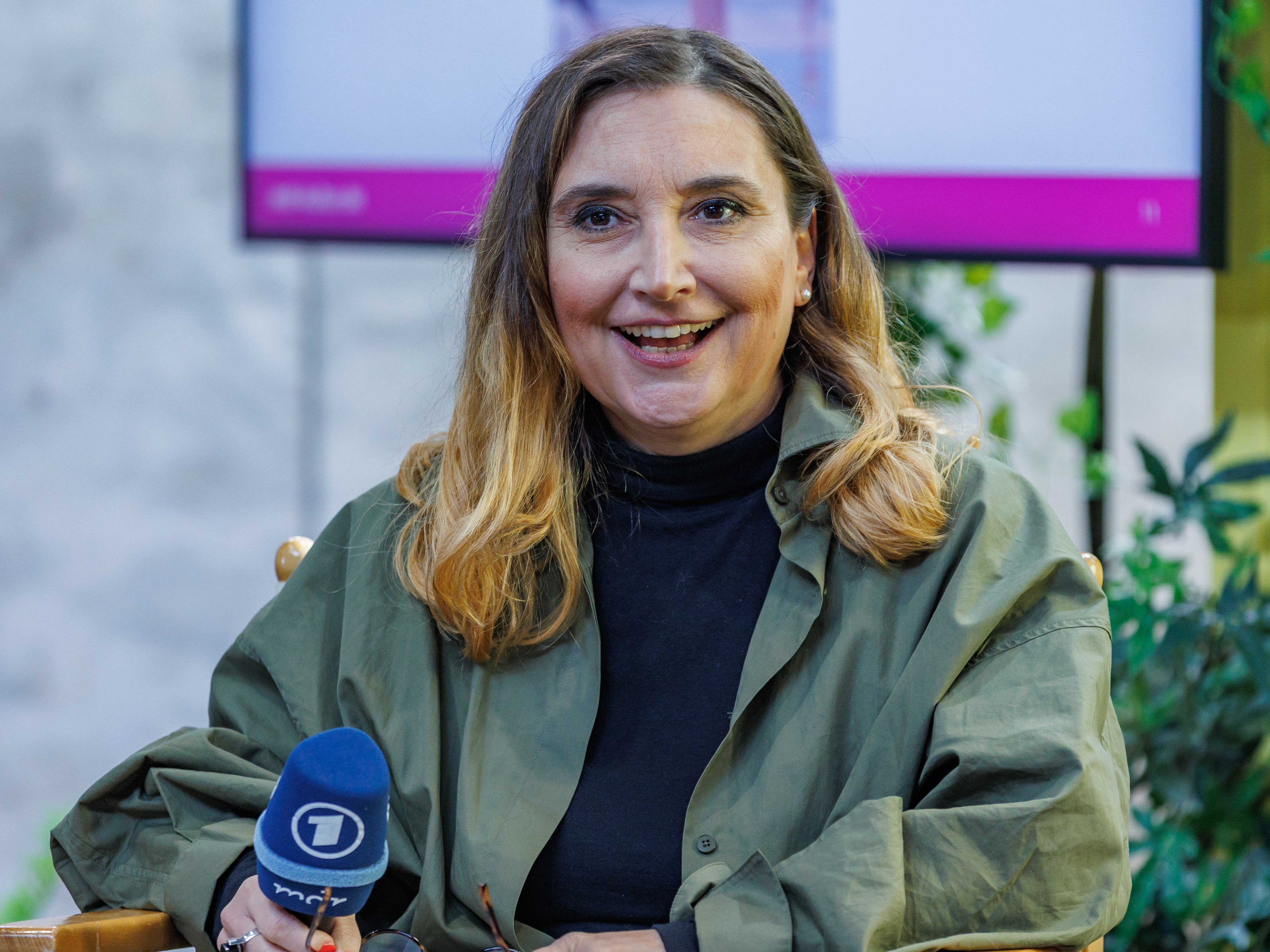
Peggy Patzschke 2025 auf der Leipziger Buchmesse

Peggy Patzschke (* 7. Oktober 1970 in Leipzig) ist eine deutsche Rundfunk- und Fernsehmoderatorin und Autorin.

## Leben
Patzschke hatte im Alter von neun Jahren erste Bühnenauftritte als Mitglied des Rundfunk-Kinderchor-Leipzig (heute MDR-Kinderchor). Nach einer Hörfunkausbildung im Rahmen eines Volontariats beim Jugendradio DT64 von 1989 bis 1990 arbeitete sie als Redakteurin und Moderatorin bei Sachsenradio Leipzig und ab 1992 als Moderatorin der Morningshow von MDR Life. Von 2000 bis 2001 durchlief sie ihr zweites Volontariat im Bereich Fernsehen beim Mitteldeutschen Rundfunk, bei dem sie seitdem Moderatorin und Reporterin ist für Fernsehformate wie Thüringen Journal, MDR Aktuell und MDR Vor Ort. 2004 veröffentlichte sie das Buch Augenblicke – Begegnungen hinterm Horizont. Von 2006 bis 2007 absolvierte sie eine Ausbildung an der TOP: Talente Akademie für Film- und Fernsehdramaturgie. 2014 veranstaltete sie Lesungen mit Walter Kohl. 2018 erschien ihr Sachbuch Das Muschelprinzip im S. Fischer Verlag. 2025 erschien ihr Roman Bis Ans Meer im Aufbau Verlag.